# Raúl Decaria
Raúl Decaria (Buenos Aires, 22 de mayo de 1939-28 de mayo de 2024) fue un futbolista argentino. Jugó de defensor lateral y militó en diversos clubes de Argentina, Chile y Canadá.

## Clubes
| Club               | País      | Año       |
| ------------------ | --------- | --------- |
| Independiente      | Argentina | 1960-1965 |
| Argentinos Juniors | Argentina | 1966-1968 |
| Colo-Colo          | Chile     | 1969-1970 |
| Montreal Olympique | Canadá    | 1971-1973 |